# Parosmodes lentiginosa
Parosmodes lentiginosa är en fjärilsart som beskrevs av Holland 1896. Parosmodes lentiginosa ingår i släktet Parosmodes och familjen tjockhuvuden. Inga underarter finns listade i Catalogue of Life.